# Дашава — Львів
Дашава — Львів — історичний газопровід, один з перших на теренах України.
У першій половині 1920-х почалась розробка Дашавського газового родовища, при цьому споживачами його продукції стали передусім підприємства нафтової промисловості, котрі живились від трубопроводу через Стрий до Дрогобича. Втім, вже до кінця десятиліття реалізували проект, котрий дозволив організувати подачу блакитного палива до найбільшого міста регіону — Львова. Тут його споживачами стали комунальна електростанція (наразі Львівська ТЕЦ-1), а також комунальна газова станція, котра виробляла штучний газ із вугілля (після подачі до Львова дашавської продукції штучний газ почали змішувати з природним). Ще одним зацікавленим у блакитному паливі підприємством був вапняково-гіпсовий завод. Всього ж протягом одного десятиліття споживання природного газу у Львові зросло з 0,3 млн м3 у 1929-му до 38 млн м3 у 1939-му.
Для подачі газу на Львів використовувалась прокладена у 1927-му ділянка Дашава — Стрий довжиною 16 км та діаметром 225 мм, а також завершений у 1929-му трубопровід Стрий — Миколаїв — Львів довжиною 82 км та діаметром 175 мм.
В 1940-му неподалік від ділянки Стрий — Миколаїв почалась розробка Опарського газового родовища.
Також у 1940-му почали будівництво другої нитки газопроводу на Львів довжиною 66 км та діаметром 327 мм, яку завершили вже під час німецької окупації.